# カンペオナート・レヒオナル・セントロ
ンペオナート・レヒオナル・セントロ（スペイン語: Campeonato Regional Centro）は、かつてスペインで行われていたリーグ戦。1903年から1940年までの37年にかけて開催されていた。中央地域選手権とも呼ばれる。

## 概要
1903年、国内で競争力のある全国リーグを創設しようとマドリードサッカー協会が設立に携わり、1913年までは独立したリーグとして運営されていた。しかし、スペインサッカー連盟が1913年に設立されると、マドリードサッカー協会はその傘下に組み込まれたことでこのリーグはコパ・デル・レイへの出場権を得るための予選的な立ち位置となった。1929年のプリメーラ・ディビシオン開幕からは国内リーグのピラミッドが目まぐるしく変化していき、1931年からは全国規模からマドリード州を含むスペイン中部に位置する州のみが参加する地域リーグへと再編された。
その後はいくつかのリーグ構成の再編を経て、1939年のフランコ体制の確立ともにリーグは解散された。

### リーグ名とリーグ構成の変遷
| シーズン  | リーグ名                                   | リーグ構成                                                             |
| --------- | ------------------------------------------ | ---------------------------------------------------------------------- |
| 1903-1906 | カンペオナート・デ・マドリード             | 国内の全クラブ                                                         |
| 1906-1913 | カンペオナート・レヒオナル・デ・マドリード | マドリード州のみ                                                       |
| 1913-1931 | カンペオナート・レヒオナル・セントロ       | マドリード州のみ                                                       |
| 1931-1932 | カンペオナート・レヒオナル・セントロ       | マドリード州、アラゴン州、カスティーリャ・イ・レオン州                 |
| 1932-1934 | カンペオナート・レヒオナル・セントロ       | マドリード州、アンダルシア州、カスティーリャ・イ・レオン州             |
| 1934-1936 | カンペオナート・レヒオナル・セントロ       | マドリード州、アラゴン州、カンタブリア州、カスティーリャ・イ・レオン州 |
| 1936-1939 | スペイン内戦                               | スペイン内戦                                                           |
| 1939-1940 | カンペオナート・レヒオナル・セントロ       | マドリード州、カスティーリャ・イ・レオン州                             |

## 歴代優勝クラブ
| シーズン | 優勝クラブ                 |
| -------- | -------------------------- |
| 1903     | モデルノFC                 |
| 1903-04  | エスパニョール・マドリード |
| 1904-05  | マドリードFC               |
| 1905-06  | マドリードFC               |
| 1906-07  | マドリードFC               |
| 1907-08  | マドリードFC               |
| 1908-09  | エスパニョール・マドリード |
| 1909-10  | ジムナスティカ・マドリード |
| 1910-11  | ジムナスティカ・マドリード |
| 1911-12  | 未開催                     |
| 1912-13  | マドリードFC               |
| 1913-14  | ジムナスティカ・マドリード |
| 1914-15  | ラシン・デ・マドリード     |
| 1915-16  | マドリードFC               |
| 1916-17  | マドリードFC               |
| 1917-18  | マドリードFC               |
| 1918-19  | ラシン・デ・マドリード     |
| 1919-20  | マドリードFC               |
| 1920-21  | アトレティック・マドリード |
| 1921-22  | レアル・マドリード         |
| 1922-23  | レアル・マドリード         |
| 1923-24  | レアル・マドリード         |
| 1924-25  | アトレティック・マドリード |
| 1925-26  | レアル・マドリード         |
| 1926-27  | レアル・マドリード         |
| 1927-28  | アトレティック・マドリード |
| 1928-29  | レアル・マドリード         |
| 1929-30  | レアル・マドリード         |
| 1930-31  | レアル・マドリード         |
| 1931-32  | マドリードFC               |
| 1932-33  | マドリードFC               |
| 1933-34  | マドリードFC               |
| 1934-35  | マドリードFC               |
| 1935-36  | マドリードFC               |
| 1936-37  | スペイン内戦               |
| 1937-38  | スペイン内戦               |
| 1938-39  | スペイン内戦               |
| 1939-40  | アトレティック・マドリード |

## 統計

### クラブ別優勝回数
| クラブ名                   | 回数 | 優勝シーズン |
| -------------------------- | ---- | --- |
| レアル・マドリード         | 23   | 1903, 1904-05, 1905-06, 1906-07, 1907-08, 1912-13, 1915-16, 1916-17, 1917-18, 1919-20, 1921-22, 1922-23, 1923-24, 1925-26, 1926-27, 1928-29, 1929-30, 1930-31, 1931-32, 1932-33, 1933-34, 1934-35, 1935-36 |
| アトレティック・マドリード | 4    | 1920-21, 1924-25, 1927-28, 1939-40 |
| ジムナスティカ・マドリード | 3    | 1909-10, 1910-11, 1913-14 |
| エスパニョール・マドリード | 2    | 1903-04, 1908-09 |
| ラシン・デ・マドリード     | 2    | 1914-15, 1918-19 |